# Frauenfeld
Frauenfeld je mesto v Švici in je tudi glavno mesto kantona Thurgau.

## Mestne četrti
- Vorstadt
- Ergaten-Talbach
- Kurzdorf
- Langdorf TG
- Herten-Bannhalde
- Huben TG
- Gerlikon
- Erzenholz-Horgenbach-Osterhalden

## Šport
- FC Frauenfeld, nogometni klub

## Znani prebivalci
- Pascal Zuberbühler (* 1971), nogometaš

## Galerija
- Mestna hiša